# Coppa centroamericana 2014
La Coppa centroamericana 2014, nota anche come Central American Cup Tigo 2014 USA per ragioni di sponsorizzazione, è stata la tredicesima edizione della Coppa delle nazioni UNCAF (la terza con il nome di Coppa centroamericana), la competizione calcistica per nazione organizzata dall'UNCAF. La competizione si è svolta negli Stati Uniti d'America dal 3 al 13 settembre 2014. La Costa Rica ha vinto la coppa per l'ottava volta nella sua storia, la seconda consecutiva.

## Scelta della sede
Nel gennaio 2013 la UNCAF annunciò che l'edizione 2015 si sarebbe tenuta negli Stati Uniti d'America per festeggiare i 25 anni della UNCAF e per la prima volta in una nazione non facente parte dell'UNCAF. In seguito, fu annunciata la decisione di far tenere la competizione nel settembre 2014 perché ci sono 9 giorni messi a disposizione dalla FIFA per disputare gare internazionali. La scelta di disputare la competizione negli Stati Uniti d'America è stata dettata principalmente da questioni economiche.

## Formula
- Qualificazioni

Nessuna fase di qualificazione. Le squadre sono qualificate direttamente alla fase finale.
- Fase Finale

Fase a gruppi - 7 squadre, divise in due gruppi (uno da quattro squadre e uno da tre squadre). Giocano partite di sola andata, le prime classificate si qualificano per la finale e le seconde classificate si qualificano per la finale per il terzo posto. Le prime due classificate si qualificano anche alla fase finale della CONCACAF Gold Cup 2015. Le terze classificate effettuano uno spareggio per accedere ad un ulteriore spareggio contro la vincente della Coppa dei Caraibi 2014 per un posto alla CONCACAF Gold Cup 2015. La vincente si laurea campione UNCAF e si qualifica anche alla Copa América Centenario.

## Stadi
Il torneo si è giocato in quattro città: Washington, Dallas, Houston e Los Angeles.
| Washington           | Washington Dallas Houston Los AngelesCoppa centroamericana 2014 (Stati Uniti d'America) | Houston                       |
| RFK Memorial Stadium | Washington Dallas Houston Los AngelesCoppa centroamericana 2014 (Stati Uniti d'America) | BBVA Compass Stadium          |
| Capienza: 19.467     | Washington Dallas Houston Los AngelesCoppa centroamericana 2014 (Stati Uniti d'America) | Capienza: 22.000              |
|                      | Washington Dallas Houston Los AngelesCoppa centroamericana 2014 (Stati Uniti d'America) |                               |
| Dallas               | Washington Dallas Houston Los AngelesCoppa centroamericana 2014 (Stati Uniti d'America) | Los Angeles                   |
| Cotton Bowl          | Washington Dallas Houston Los AngelesCoppa centroamericana 2014 (Stati Uniti d'America) | Los Angeles Memorial Coliseum |
| Capienza: 92.100     | Washington Dallas Houston Los AngelesCoppa centroamericana 2014 (Stati Uniti d'America) | Capienza: 93.607              |
|                      | Washington Dallas Houston Los AngelesCoppa centroamericana 2014 (Stati Uniti d'America) |                               |

## Squadre partecipanti
| Pr. | Squadra     | Data di qualificazione certa | Partecipante in quanto | Partecipazioni precedenti al torneo                                         | Ultima presenza |
| --- | ----------- | ---------------------------- | ---------------------- | --------------------------------------------------------------------------- | --------------- |
| 1   | Belize      | -                            | Qualificata di diritto | 8 (1995, 1999, 2001, 2005, 2007, 2009, 2011, 2013)                          | Costa Rica 2013 |
| 2   | Costa Rica  | -                            | Qualificata di diritto | 12 (1991, 1993, 1995, 1997, 1999, 2001, 2003, 2005, 2007, 2009, 2011, 2013) | Costa Rica 2013 |
| 3   | El Salvador | -                            | Qualificata di diritto | 12 (1991, 1993, 1995, 1997, 1999, 2001, 2003, 2005, 2007, 2009, 2011, 2013) | Costa Rica 2013 |
| 4   | Guatemala   | -                            | Qualificata di diritto | 11 (1991, 1995, 1997, 1999, 2001, 2003, 2005, 2007, 2009, 2011, 2013)       | Costa Rica 2013 |
| 5   | Honduras    | -                            | Qualificata di diritto | 12 (1991, 1993, 1995, 1997, 1999, 2001, 2003, 2005, 2007, 2009, 2011, 2013) | Costa Rica 2013 |
| 6   | Nicaragua   | -                            | Qualificata di diritto | 9 (1997, 1999, 2001, 2003, 2005, 2007, 2009, 2011, 2013)                    | Costa Rica 2013 |
| 7   | Panama      | -                            | Qualificata di diritto | 10 (1993, 1995, 1997, 2001, 2003, 2005, 2007, 2009, 2011, 2013)             | Costa Rica 2013 |

Nella sezione "partecipazioni precedenti al torneo", le date in grassetto indicano che la nazione ha vinto quella edizione del torneo, mentre le date in corsivo indicano la nazione ospitante.

## Sorteggio
Il sorteggio della fase a gironi si è tenuto il 29 gennaio 2014, mentre il calendario è stato annunciato il 17 luglio 2014. Alcune modifiche al calendario sono state annunciate il 18 agosto 2014.
Le sette squadre sono state divise in 2 gironi. Sono assegnati 3 punti per la vittoria, 1 punto per il pareggio e 0 per la sconfitta. La classifica viene stilata secondo i seguenti criteri:
- maggior numero di punti conquistati;
- punti conquistati negli scontri diretti;
- differenza reti negli scontri diretti;
- reti realizzate negli scontri diretti;
- miglior differenza reti;
- maggior numero di reti realizzate;
- sorteggio.

## Fase a gironi

### Girone A

#### Classifica
| Pos. | Squadra     | Pt | G | V | N | P | GF | GS | DR |
| ---- | ----------- | -- | - | - | - | - | -- | -- | -- |
| 1.   | Guatemala   | 9  | 3 | 3 | 0 | 0 | 6  | 2  | +4 |
| 2.   | El Salvador | 6  | 3 | 2 | 0 | 1 | 4  | 2  | +2 |
| 3.   | Honduras    | 3  | 3 | 1 | 0 | 2 | 2  | 3  | -1 |
| 4.   | Belize      | 0  | 3 | 0 | 0 | 3 | 1  | 6  | -5 |

Guatemala e El Salvador qualificate alle semifinali e alla CONCACAF Gold Cup 2015.
Honduras accede allo spareggio per la CONCACAF Gold Cup 2015.

#### Risultati
| Arbitro: | Sandy Vásquez |

|                                   |           |  |
| James 35’ (aut.) Smith 37’ (aut.) | Marcatori |  |

| Arbitro: | Jair Marrufo |

|            |           |               |
| Burgos 69’ | Marcatori | 26’ 64’ Pappa |

| Arbitro: | Roberto Moreno Salazar |

|                       |           |              |
| C. Ruiz 26’ Ávila 51’ | Marcatori | 86’ McCauley |

| Arbitro: | Jeffrey Solís |

|  |           |              |
|  | Marcatori | 86’ Menjivar |

| Arbitro: | Sandy Vásquez |

|                        |           |  |
| Burgos 48’ Alvarez 69’ | Marcatori |  |

| Arbitro: | Roberto García Orozco |

|  |           |               |
|  | Marcatori | 37’ 80’ Pappa |

### Girone B

#### Classifica
| Pos. | Squadra    | Pt | G | V | N | P | GF | GS | DR |
| ---- | ---------- | -- | - | - | - | - | -- | -- | -- |
| 1.   | Costa Rica | 4  | 2 | 1 | 1 | 0 | 5  | 2  | +3 |
| 2.   | Panama     | 4  | 2 | 1 | 1 | 0 | 4  | 2  | +2 |
| 3.   | Nicaragua  | 0  | 2 | 0 | 0 | 2 | 0  | 5  | -5 |

Costa Rica e Panama qualificate alle semifinali e alla CONCACAF Gold Cup 2015.
Nicaragua accede allo spareggio per la CONCACAF Gold Cup 2015.

#### Risultati
| Arbitro: | Héctor Rodríguez |

|                                         |           |  |
| Borges 39’ (rig.) Ureña 49’ Venegas 86’ | Marcatori |  |

| Arbitro: | Joel Aguilar |

|                               |           |                     |
| Venegas 81’ Borges 87’ (rig.) | Marcatori | 51’ Pérez 71’ Nurse |

| Arbitro: | Walter López Castellanos |

|                      |           |  |
| Pérez 81’ Torres 82’ | Marcatori |  |

### Spareggio
| Arbitro: | Joel Aguilar |

|              |           |  |
| Lozano 45+1’ | Marcatori |  |

Honduras accede allo spareggio contro la vincente della Coppa dei Caraibi 2014 per un posto alla CONCACAF Gold Cup 2015.

## Fase finale
Nella fase finale se le partite terminano in parità al termine dei 90 minuti regolamentari, sono calciati direttamente i tiri di rigore.

### Finale per il 3º posto
| Arbitro: | Jair Marrufo |

|  |           |           |
|  | Marcatori | 5’ Torres |

### Finale
| Arbitro: | Roberto Moreno Salazar |

|                    |           |                        |
| C. Ruiz 25’ (rig.) | Marcatori | 29’ B. Ruiz 56’ Bustos |

## Statistiche

### Classifica marcatori
4 reti
- Marco Pappa

2 reti
- Celso Borges
- Johan Venegas
- Rafael Burgos
- Carlos Ruiz
- Blas Pérez
- Román Torres

1 rete
- Deon McCaulay
- Juan Bustos Golobio
- Bryan Ruiz
- Marco Ureña
- Arturo Álvarez
- Richard Menjívar
- Marvin Ávila
- Anthony Lozano
- Roberto Nurse

Autogol
- Jeromy James (pro  Honduras)
- Elroy Smith (pro  Honduras)

## Premi
Alla conclusione del torneo sono stati assegnati dei premi.
| Premio                         | Vincitore    |
| ------------------------------ | ------------ |
| Miglior giocatore              | Marco Pappa  |
| Miglior marcatore              | Marco Pappa  |
| Miglior portiere               | Jaime Penedo |
| Fair Play                      | Guatemala    |
| Miglior giocatore della finale | Bryan Ruiz   |

## Classifica finale
| Posizione | Squadra     | Premio in denaro |
| --------- | ----------- | ---------------- |
| 1         | Costa Rica  | $ 60 000         |
| 2         | Guatemala   | $ 40 000         |
| 3         | Panama      | $ 30 000         |
| 4         | El Salvador | $ 25 000         |
| 5         | Honduras    | $ 20 000         |
| 6         | Nicaragua   | $ 15 000         |
| 7         | Belize      | $ 10 000         |